# ヤリ・クリ
ヤリ・クリ（ヤリ・ペッカ・クッリ、Jari Pekka Kurri 、1960年5月18日 - ）は、フィンランドのヘルシンキ生まれの元プロアイスホッケー選手。
母国フィンランドの他、NHL、イタリアでプレーした。NHLにおけるポジションは右ウイングで、2001年にフィンランド人としては初のホッケーの殿堂入りを果している。
1980年代 NHL のいわゆる「エドモントン・オイラーズ王朝」を支えた一員として、決して派手ではないが、やわらかいパック捌きで攻守に堅実さを見せ、ヨーロッパ出身アイスホッケー選手のよき目標となるプレーヤーとの評価がある。

## 経歴
幼い頃からヘルシンキのJokerit Helsinkiホッケークラブに所属し、将来のエリート・リーグやオリンピックのナショナルチームでの活躍を夢見ていた。長じてエリート・リーグ Jokerit のシニアクラブに転じ、幼い頃の夢の一つをかなえた。1978年にはヨーロッパのジュニア選手権大会、旧ソビエト連邦との決勝戦においてフィンランドの金メダル獲得を決めた決勝ゴールを放った。
1980年のNHLドラフト3巡目(全体69位)でエドモントン・オイラーズから指名される。あまり、英語が達者ではなく、北米への移転には戸惑いもあったようであるが、他のフィンランド出身選手の勧めもあって、2年間だけはカナダでプレーしようとオイラーズへの加入を決意した。オイラーズでは、1980-1981シーズンから1989-1990シーズンまでプレーした。1990-1991シーズンは、イタリアのチーム、HC Milano Saimaに所属し、僅か30試合で75ポイントの活躍を見せた。
その後再び NHLに復帰し（形式上は1991年5月30日にオイラーズからフィラデルフィア・フライヤーズにトレードされ、同日付で再トレードの形をとる。）1991-1992シーズンから1995-1996シーズンまでは、ロサンゼルス・キングスに在籍し、ウェイン・グレツキーとのラインを復活させ、特に、1992-1993シーズンでは、コンビはチームを初のスタンレー・カップ決勝に導くが、在籍期間の後半には怪我にも悩まされた。1995-1996シーズン終盤の1996年3月14日のトレードでニューヨーク・レンジャースに移籍し14試合に出場した。1996-1997シーズンはフリーエージェントでマイティーダックス・オブ・アナハイムと契約し、ヨーロッパの後輩達のよき指導者となり、そして現役最後の1997-1998シーズンは1997年9月15日にコロラド・アバランチとフリーエージェント契約を行い、NHL601ゴールの記録を達成した。
オイラーズ時代にスタンレー・カップに合計5度の優勝を経験している（1984年、1985年、1987年、1988年、1990年）。彼のベストシーズンは135ポイントを上げた1984-1985シーズンといわれる。また、その翌シーズンにはリーグトップの68ゴールを上げている。
彼の活躍はオイラーズ王朝時代のラインメートであるセンター、「グレート・ワン」と呼ばれたグレツキーのアシストに負うところも大きいといわれる。実際、グレツキーは、通算13シーズンをクリとともにプレーし、その生涯ゴール数の約60%についてアシストを行ったとされる。クリのポジションがライト・ウイングであったことから、文字通りグレツキーの「右腕」などと呼ばれたこともある。このため、1988年にグレツキーがロサンゼルス・キングスに移籍した時には今後凡庸な成績しか残せないのではないかと危ぶむ声もあった。しかし、その後オイラーズでの2年間で変わることなく好成績を残し、自身が卓抜した選手であったことを証明して見せた。
クリが1985年のプレイオフで上げた19ゴール（18試合）は、1976年プレイオフでフィラデルフィア・フライヤーズの Reggie Leach が16試合で上げたゴール数と並んで、2005年時点で NHL 最多記録となっている。また、カンファランス決勝における3度のハットトリックもまた、2005年時点での NHL 最多記録である。
生涯獲得ポイント数1,398はNHL歴代17位、ヨーロッパ選手としては最高の記録であり、また、ゴール数601は歴代14位である。エドモントン・オイラーズ在籍中のポイント数1,043（754試合で達成）は、グレツキーの1,669（696試合）に次ぐチーム史上2位である（記録の順位はいずれも、2005年時点）。
フィンランドのアイスホッケー・リーグ SMリーガには彼の名前にちなんでヤリ・クリ賞 (Jari Kurri trophy) が設けられ、プレイオフの最優秀選手に授与される。

## 詳細情報

### NHLにおける成績
|          |                                      |         |      | レギュラーシーズン | レギュラーシーズン | レギュラーシーズン | レギュラーシーズン | レギュラーシーズン |     | プレイオフ | プレイオフ | プレイオフ | プレイオフ | プレイオフ |
| シーズン | チーム                               | リーグ  | GP   | G                  | A                  | Pts                | PIM                | GP                 | G   | A          | Pts        | PIM        |            |            |
| -------- | ------------------------------------ | ------- | ---- | ------------------ | ------------------ | ------------------ | ------------------ | ------------------ | --- | ---------- | ---------- | ---------- | ---------- | ---------- |
| 1980-81  | エドモントン・オイラーズ             | NHL     | 75   | 32                 | 43                 | 75                 | 40                 | 9                  | 5   | 7          | 12         | 4          |            |            |
| 1981-82  | エドモントン・オイラーズ             | NHL     | 71   | 32                 | 54                 | 86                 | 32                 | 5                  | 2   | 5          | 7          | 10         |            |            |
| 1982-83  | エドモントン・オイラーズ             | NHL     | 80   | 45                 | 59                 | 104                | 22                 | 16                 | 8   | 15         | 23         | 8          |            |            |
| 1983-84  | エドモントン・オイラーズ             | NHL     | 64   | 52                 | 61                 | 113                | 14                 | 19                 | 14  | 14         | 28         | 13         |            |            |
| 1984-85  | エドモントン・オイラーズ             | NHL     | 73   | 71                 | 64                 | 135                | 30                 | 18                 | 19  | 12         | 31         | 6          |            |            |
| 1985-86  | エドモントン・オイラーズ             | NHL     | 78   | 68                 | 63                 | 131                | 22                 | 10                 | 2   | 10         | 12         | 4          |            |            |
| 1986-87  | エドモントン・オイラーズ             | NHL     | 79   | 54                 | 54                 | 108                | 41                 | 21                 | 15  | 10         | 25         | 20         |            |            |
| 1987-88  | エドモントン・オイラーズ             | NHL     | 80   | 43                 | 53                 | 96                 | 30                 | 19                 | 14  | 17         | 31         | 12         |            |            |
| 1988-89  | エドモントン・オイラーズ             | NHL     | 76   | 44                 | 58                 | 102                | 69                 | 7                  | 3   | 5          | 8          | 9          |            |            |
| 1989-90  | エドモントン・オイラーズ             | NHL     | 78   | 33                 | 60                 | 93                 | 48                 | 22                 | 10  | 15         | 25         | 18         |            |            |
| 1991-92  | ロサンゼルス・キングス               | NHL     | 73   | 23                 | 37                 | 60                 | 24                 | 4                  | 1   | 2          | 3          | 4          |            |            |
| 1992-93  | ロサンゼルス・キングス               | NHL     | 82   | 27                 | 60                 | 87                 | 38                 | 24                 | 9   | 8          | 17         | 12         |            |            |
| 1993-94  | ロサンゼルス・キングス               | NHL     | 81   | 31                 | 46                 | 77                 | 48                 |                    |     |            |            |            |            |            |
| 1994-95  | ロサンゼルス・キングス               | NHL     | 38   | 10                 | 19                 | 29                 | 24                 |                    |     |            |            |            |            |            |
| 1995-96  | ロサンゼルス・キングス               | NHL     | 57   | 17                 | 23                 | 40                 | 37                 |                    |     |            |            |            |            |            |
| 1995-96  | ニューヨーク・レンジャース           | NHL     | 14   | 1                  | 4                  | 5                  | 2                  | 11                 | 3   | 5          | 8          | 2          |            |            |
| 1996-97  | マイティーダックス・オブ・アナハイム | NHL     | 82   | 13                 | 22                 | 35                 | 12                 | 11                 | 1   | 2          | 3          | 4          |            |            |
| 1997-98  | コロラド・アバランチ                 | NHL     | 70   | 5                  | 17                 | 22                 | 12                 | 4                  | 0   | 0          | 0          | 0          |            |            |
| NHL合計  | NHL合計                              | NHL合計 | 1251 | 601                | 797                | 1398               | 545                | 200                | 106 | 127        | 233        | 123        |            |            |

### 表彰
- 1983年 - NHLオールスター出場
- 1984年 - NHLオールスター第2チーム選抜
- 1985年 - NHLオールスター第1チーム選抜
- 1985年 - NHLオールスター出場
- 1986年 - NHLオールスター第2チーム選抜
- 1986年 - NHLオールスター出場
- 1987年 - NHLオールスター第1チーム選抜
- 1988年 - NHLオールスター出場
- 1989年 - NHLオールスター第2チーム選抜
- 1989年 - NHLオールスター出場
- 1990年 - NHLオールスター出場
- 1993年 - NHLオールスター出場
- 1998年 - NHLオールスター出場

### 記録
- 1978年 - ヨーロッパ・ジュニアホッケー選手権オールスター選抜
- 1978年 - ヨーロッパ・ジュニアホッケー選手権ベストフォワード選出
- 1985年 - レディ・ビン記念賞受賞
- 1991年 - 国際アイスホッケー協会 (IIHF) 世界選手権オールスター
- 1994年 - 世界選手権オールスター

### 代表歴
- 1980年オリンピックアイスホッケーフィンランド代表
- 1998年オリンピックアイスホッケーフィンランド代表